# Cistus ladanifer
Cistus ladanifer é uma espécie de planta com flores da família Cistaceae.
Os seus nomes comuns são esteva, cerguaço, esteva-de-flor-toda-branca, esteva-do-ládano, esteva-lada, esteva-ordinária, estevas, estevão, lada, ládano, ledon, lábdano, xara ou roselha.
É nativa da parte ocidental da região mediterrânica, crescendo espontaneamente desde o sul de França a Portugal e no noroeste de África. O nome do género da esteva - Cistus - provém de os seus frutos serem cápsulas globosas com 7 a 10 compartimentos. Etimologicamente vem do grego "ciste", que significa caixa, cesto.
É um arbusto que atinge 1-2,5 m de altura e de largura. As folhas são persistentes, lanceoladas, com 3–10 cm de comprimento e 1–2 cm de largura, verde escuro na face superior e mais claro na inferior. As flores têm 5–8 cm de diâmetro, podendo ser um pouco superior, em zonas de solos ricos em nutrientes. 5 é o número de pétalas mais comum, mas também aparecem com 4, 6, 7 e até, pelo menos 10.,. São brancas finas, normalmente com um ponto vermelho a castanho na base de cada uma, rodeando os estames e pistilos amarelos. Na proximidade destes, em cada pétala, costumam apresentar uma mancha ('chaga' ou 'pinta'), que varia do vermelho ao roxo. Mas também aparecem algumas sem chagas (denominadas 'albinas', em certas regiões).
Junto à base dalgumas estevas, desenvolve-se, na primavera, um aglomerado de plantas parasitas (cytinus) , que produzem um adocicado comestível. São denominadas 'pútegas', 'pútigas' ou 'coalhadas'.
Toda a planta se apresenta recoberta com um exsudado de resina aromática.

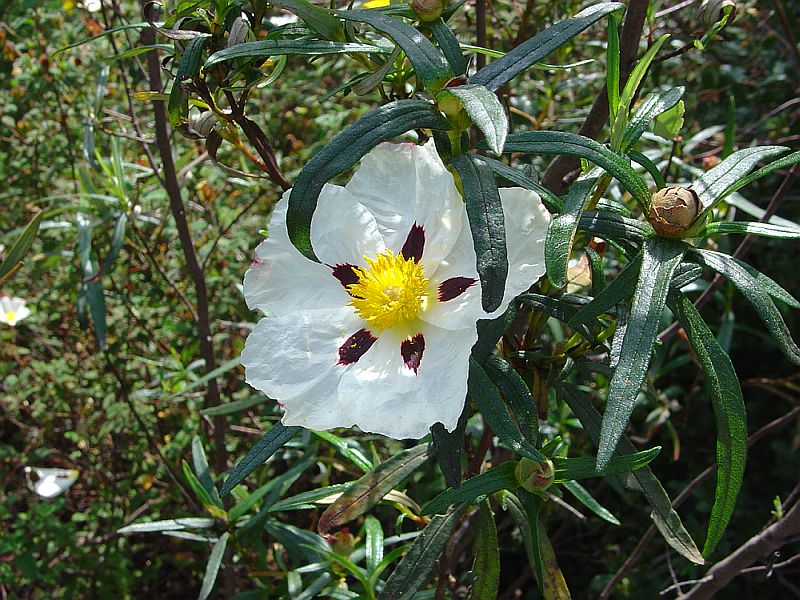
Flor de esteva.

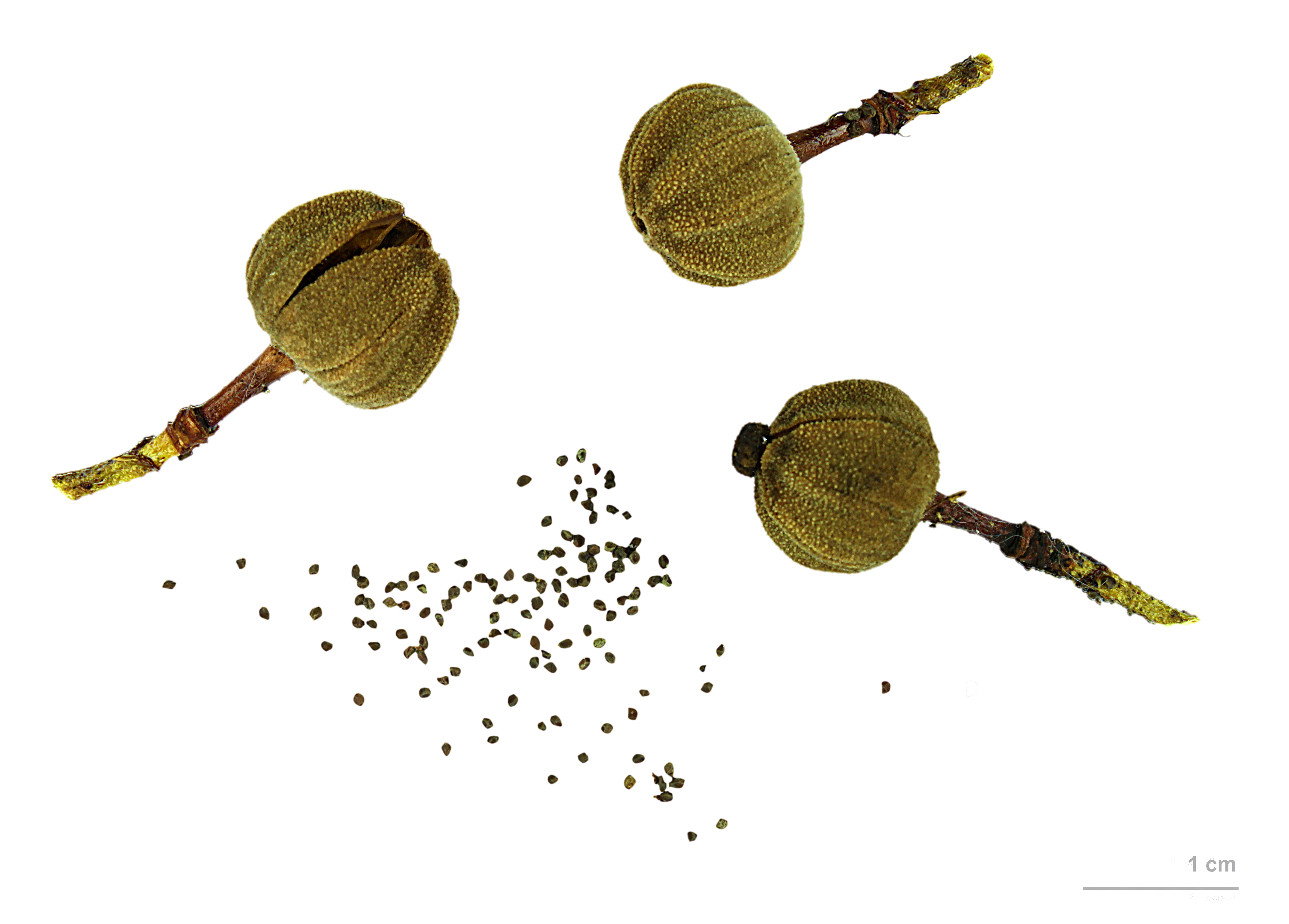
Cistus ladanifer - MHNT

## Utilizações
É uma planta ornamental popular, cultivada devido à sua folhagem aromática e belas flores.

### O ládano
As folhas libertam uma resina aromática, o ládano ou lábdano, usado em perfumes, especialmente como fixador.
O epíteto específico da esteva "ladanifer" vem do facto de ela produzir a resina denominada ládano cuja abundância lhe permite competir com outras espécies visto que parece inibir o crescimento destas - esta estratégia é denominada alelopatia. A resina serve também para proteger a planta contra a dessecação.
Existe um método de colheita de lábdano muito curioso. Utiliza-se rebanhos de cabras que se colocam a pastar em zonas de grande densidade de esteva. De seguida, penteam-se o pêlo e barba dos animais para recolher a resina. O resultado final consistia numa resina, o (ládano), actualmente é utilizada na perfumaria como fixador de perfumes.
Amato Lusitano empregava o óleo como unguento.

## Portugal
Em Portugal ocorrem duas subespécies:
- Cistus ladanifer subsp. ladanifer - nativa de Portugal Continental e introduzida na Madeira
- Cistus ladanifer subsp. sulcatus (Demoly) P.Monts. - endémica de Portugal Continental e protegida pela Directiva Habitats.